# Дельта Червоної річки

Розташування регіону Дельта Червоної річки (рожевим) з двома іншими регіонами Північного В'єтнаму — Північним Сходом (помаранчевий) та Північним Заходом (жовтогарячий)

Дельта Червоної річки або Дельта Хонгхи (в'єт. Đồng bằng sông Hồng; в'єт. châu thổ Bắc bộ, дос. «Північна Дельта») — це один з 8 регіонів В'єтнаму, що географічно співвідноситься з плоскою рівниною, утвореною Червоною річкою та її рукавами, що зливаються з Тхайбінню у Північному В'єтнамі. Регіон має найменшу площу серед усіх регіонів В'єтнаму, але при цьому найбільше населення та густоту (1087 осіб/км2, що в 3.66 рази перевищує середню густоту по В'єтнаму). Регіон, маючи площу 15 000 км², добре захищений від повеней мережею дамб. Це родюча земля, більша частина якої відведена під вирощування рису.
Дельта Хонгхи — це колиска в'єтнамської нації. Саме тут на рисових полях зародилося мистецтво лялькового театру на воді. Регіон сильно постраждав від бомбардування літаками США  під час В'єтнамської війни. Регіон був запропонований як заповідник під егідою ЮНЕСКО — програма Людина і біосфера у 2004 році.
У 2021 році австралійський лінгвіст Пол Сідвел висунув припущення, що приблизно 4–4,5 тисячоліття назад саме в цьому регіоні зародились прото-австроазійські мови. 
Регіон складається з двох муніципалітетів (столиця Ханой та порт Хайфонг) та восьми провінцій (Віньфук, Бакнінь, Хайзионг, Хинг'єн, Тхайбінь, Ханам, Намдінь, Ніньбінь). У 2019 році тут проживало майже 23 мільйони населення.

## Провінції
| Провінція               | Столиця          | Населення (2022) | Площа, км2 | Густота населення /км2 |
| ----------------------- | ---------------- | ---------------- | ---------- | ---------------------- |
| Бакнінь                 | Бакнінь          | 1,488,200        | 822.71     | 1,809                  |
| Ханам                   | Фулі             | 878,000          | 861.93     | 1,019                  |
| Хайзионг                | Хайзионг         | 1,946,820        | 1,668.28   | 1,167                  |
| Хинг'єн                 | Хинг'єн          | 1,290,850        | 930.20     | 1,388                  |
| Намдінь                 | Намдінь          | 1,876,850        | 1,668.83   | 1,125                  |
| Ніньбінь                | Хоали            | 1,010,700        | 1,411.78   | 716                    |
| Тхайбінь                | Тхайбінь         | 1,878,540        | 1,584.61   | 1,185                  |
| Віньфук                 | Віньєн           | 1,197,620        | 1,236.00   | 969                    |
| Ханой (муніципалітет)   | Хоанк'єм (район) | 8,435,650        | 3,359.84   | 2,511                  |
| Хайфонг (муніципалітет) | Хонгбанг (район) | 2,088,020        | 1,526.52   | 1,368                  |
| Разом                   | Разом            | 22,091,250       | 15,070.70  | 1,466                  |

- Провінції Куангнінь, Бакзянг, Тхайнгуєн та Футхо іноді також відносять до Дельти Червоної річки. Проте зазвичай їх вважають частиною регіону Північний Схід.

## Географія
Маючи близько 150 км вшир Дельта Червоної річки розташована у східного узбережжя Тонкінської затоки. Червона річка — друга за величиною річка у В'єтнамі та одна з п'яти найбільших річок на узбережжі Східної Азії. Її водозбір охоплює частини Китаю та В'єтнаму, а вода та винесені нею донні осади суттєво впливають на гідрологію в Тонкінській затоці.
На півночі і північному сході регіон межує з Північним Сходом, на заході і північному заході — з Північним Заходом, південний захід — з Північчю Центрального узбережжя, схід і південний схід омиваються Тонкінською затокою. Рівнина поступово знижується у напрямку з північного заходу на південний схід, від старих алювіальних  терас висотою 10-15 м  до 2-4 м алювіальних рівнин у центрі, а потім сягає нульової висоти в районі припливних рівнин, які щодня затоплюються припливною водою.

## Геологія
Уся дельта Червоної річки лежить на шарі давніх кристалічних порід. 200 мільйонів років тому, наприкінці палеозойської ери, цей шар породи опустився. У той час море піднімалося повз сьогоднішній В'єтчі, наближаючись до пагорбів Бакзянгу, Бакніня, Фук'єну, Ньокуану (Ніньбінь). Гирло Червоної річки у той час було в районі В'єтчі. Море покривало регіон протягом понад 170 мільйонів років. Донні неогенові осади стали причиною обміління Тонкінської затоки. Товщина цього осадового шару в деяких місцях сягає 3000 метрів. Зверху знаходиться алювіальний голоценовий шар товщиною від 80 до 100 метрів у центрі дельти Червоної річки, з подальшим зтоншенням до периферії.
У дельті Червоної річки є багато природних улоговин, наприклад, западини Ханамнінь (колишня провінція на місці сьогочасних  Ханам, Намдінь і Ніньбінь), западини Хайхинг (колишня провінція, що зараз є Хайзионг і Хинг'єн) і западини Ньокуан. Також багато боліт. Осадові відкладення та мул, що виноситься річками з кожною повінню, не заповнили ці западини, тому що вони надто далеко від річки або тому, що вони перегороджені штучними дамбами. 

## Населення
Населення регіону Дельти Червоної річки становить 21 848 913 людей (на 2021 рік), що становить близько 22,3% від загальної чисельності населення країни із середнім значенням приблизно 1450 осіб/км2. Це регіон з найвищою густотою етнічних в'єтів (по країні), і лише у повітах
Баві (Ханой) і Ньокуан (Ніньбінь) мионги складають більшість.
- Висока густота населення має переваги: вона обумовлює велику кількість високоякісної робочої сили з великим досвідом та традиціями виробництва. Водночас це також і ринок із великою купівельною спроможністю.
- Однак це чинить великий тиск на обмежені природні ресурси, спричиняє забруднення навколишнього середовища, створює багато проблем з життєвим простором, робочими місцями, криміналом і соціальні проблеми.
- Цей регіон має довгу культурну історію, тут розташовано багато історичних пам'ятників, проводяться фестивалі, існують профільні села традиційних ремесел тощо. Соціально-економічними центрами є міста Ханой і Хайфонг.

## Збройні сили

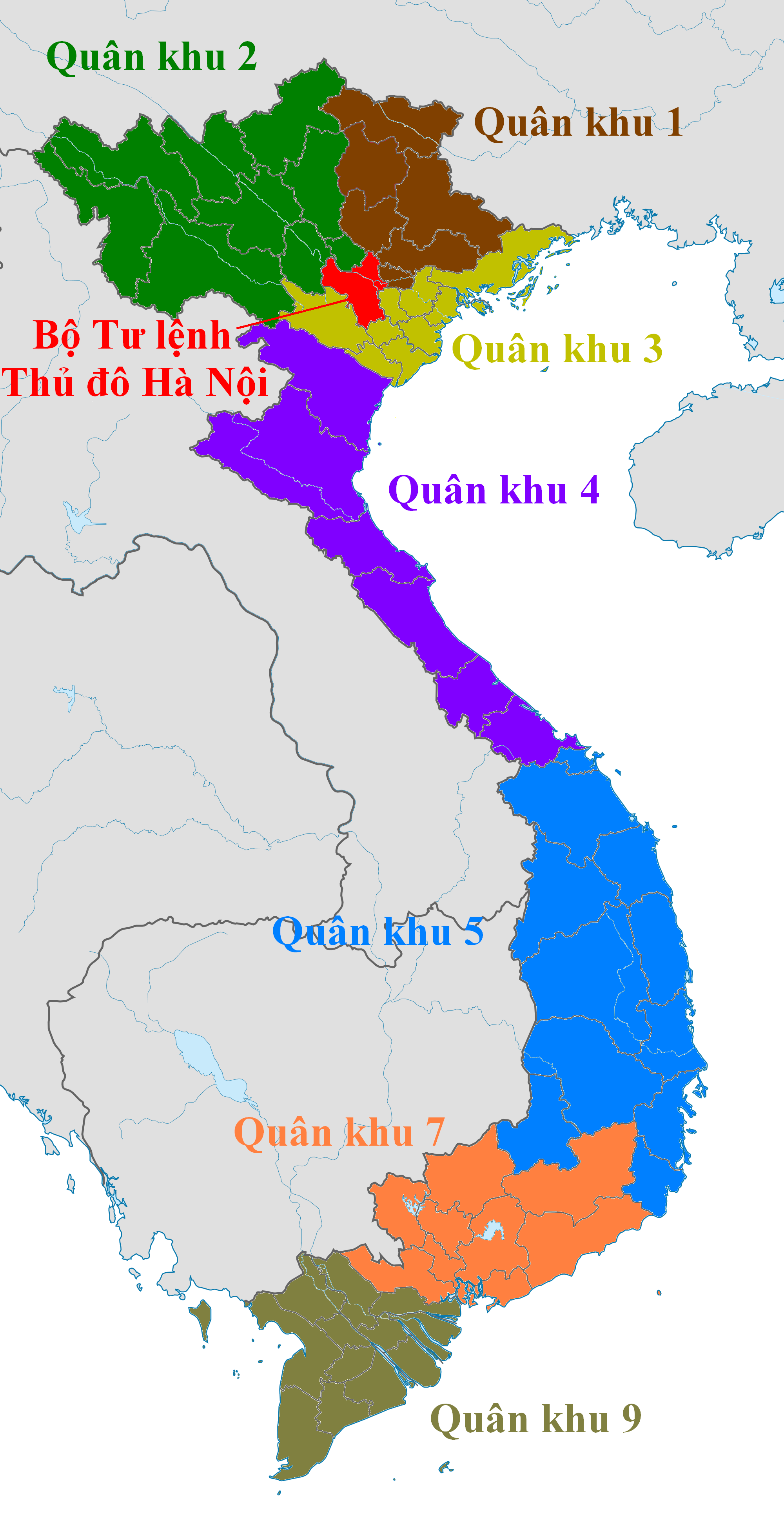
Мапа округів НАВ. Коричневим, зеленим та жовтим позначені, відповідно, 1, 2 та 3-й військові округи; червоним - Головне командування Ханоя

Дельта Червоної річки має стратегічне розташування з точки зору національної безпеки та оборони. Наразі регіон контролюється Головним командуванням Ханоя та Першим, Другим та Третім військовими округами Народної Армії В'єтнаму.
Перший армійський корпус, також відомий як Армійський корпус Куєт Тханг, був заснований 24 жовтня 1973 року генералом Во Нгуєн Зяпом та дислокується у місті Тамдьєп, провінція Ніньбінь, і є одним із 4 основних військ В'єтнамської армії.

## Природні ресурси
- Площа сільськогосподарських угідь становить близько 760 000 гектарів, з яких 100% — це родючі алювіальні землі. Сільськогосподарські землі займають 51,2% території регіону.
- Вологий субтропічний клімат, з жарким і вологим літом, але нетропічною холодною і сухою зимою дозволють вирощувати різноманітні культури.
- Водні ресурси — система річок Червона та Тхайбінь. Є також ґрунтові, термальні та мінеральні води.
- Морські ресурси — узбережжя має довжину приблизно 400 км; море має великий потенціал для розвитку багатьох економічних секторів (рибальство, аквакультура, транспорт, туризм тощо).
- Корисних копалин небагато, проте варто відмітити значні запаси бурого вугілля, що за оцінками становлять 8,8 мільярдів тонн (90% кам'яного вугілля країни видобувається у провінції Куангнінь). Розвідка і видобування природного газу відбувається у Тьєнхаї[vi] (провінція Тхайбінь). Поклади корисних копалин, які використовуються як будівельні матеріали, досить великі, — такі як вапняк, — і оцінюються мільярдами тонн.

## Економіка
У 2003 році з 78 мільйонів населення В'єтнаму майже третина (24 мільйони) проживали у межах басейна Червоної річки, з них понад 17 мільйонів — у її дельті. У регіоні розташовані багато великих промислових зон, що зконцентровані навколо В'єтчі, Ханою, Хайфонгу та Намдіню. Більшість населення зайнято у вирощуванні рису, а також рибальстві, аквакультурі, насипанні земель для сільського господарства, будівництві гавані, мангрове лісове господарство тощо. На соціо-економічний розвиток у Дельті також впливають сезонні тайфуни, повені, прибережна ерозія, замулювання, засолення прісних вод тощо.
Хоча Дельта Хонгхи займає лише 5% від площі В'єтнаму, там проживає близько 30% населення країни, що робить її найбільш густонаселеною частиною країни. 80% населення працюють у сільському господарстві, водночас на одне господарство припадає лише 0,3-0,5 га сільськогосподарських земель дельти, що накладає суттєві обмеження на покращення стандартів життя.
У сільськогосподарському плані Дельта Червоної річки — це другий найважливіший регіон з вирощування рису, чия частка врожаю становить 20% від загальнонаціонального. 
Вирощування рису є близьким до оптимального з дуже невеликим 
розривом урожайності,
і використовує методи подвійного врожаю, що дозволяє досягти максимальних обсягів врожаю. Однак родючий ґрунт Дельти  надає можливість урізноманітнення врожаю, і є потенціал для подальшого розвитку аквакультури. Навколишнє середовище регіону зазнає підвищеного тиску через загрози забруднення, надмірного вилову риби та аквакультур, що руйнує природні середовища проживання.

### Промисловість
Головні галузі регіону — металургія, машинобудування, хімічна, будівельні матеріали, харчова, споживчі товари, теплоенергетика. 
Гірничодобувна промисловість — видобуток нафти, газу, вапняку та каоліну.
Місця з найбільшою концентрацією промисловості: Ханой, Хайфонг, провінції Хайзионг і Бакнінь.
[Архівовано 2010-08-12 у Wayback Machine.]. У регіоні функціонує 61 індустріальний парк із загальною площею понад 13 800 га, з яких 9400 гектарів промислових земель — орендовані. Порівняно з усією країною, на Дельту Червоної річки припадає 26% від загальної кількості індустріальних парків і 23% всієї площі індустріальних парків.

### Сільське господарство
Дельта Червоної річки — це територія з родючою землею алювіального походження. Площа та загальні обсяги вирощування їстивних культур поступаються лише Дельті Меконгу, але це регіон з високим рівнем інтенсивного сільського господарства.
Збір рису у регіоні зріс з 44,4 ц/га (1995) до 58,9 ц/га  (2008)
Зросло не тільки вирощування рису, але й деяких інших продуктів харчування, таких як кукурудза, картопля, помідори, плодові дерева. Також з точки зору виробництва збільшилася якість, що в цілому підвищило ефективність економіки регіону. Основним методом вирощування стають озимі.
У регіоні також процвітає свинарство, скотарство і птахівництво.